# BMA
BMA (Baldi Mini Auto) byla italská automobilka, která zahájila výrobu malých městských tříkolých a čtyřkolových vozidel v roce 1972. Její modely nesly jméno Amica, Brio a pozdější nové modely Amicy - Nuova Amica. V roce 1978 představila tříkolku Brio s motorem 50 cm³ a v roce 1980 vytvořila nový model Nuova Amica.
V roce 1992 firmu BMA odkoupila konkurenční firma vyrábějící mopedauta Grecav a ve výrobě původních modelů BMA pokračoval do roku 1997.
V Itálii se tyto vozy mohly do konce 70. let 20. století řídit bez řidičského průkazu a jakýchkoliv jiných dokumentů nebo povolení, stejně tak jako jízdní kolo. Podobná mopedauta se vyráběla i ve Francii, kde platila podobná pravidla.

## Modely

### Amica

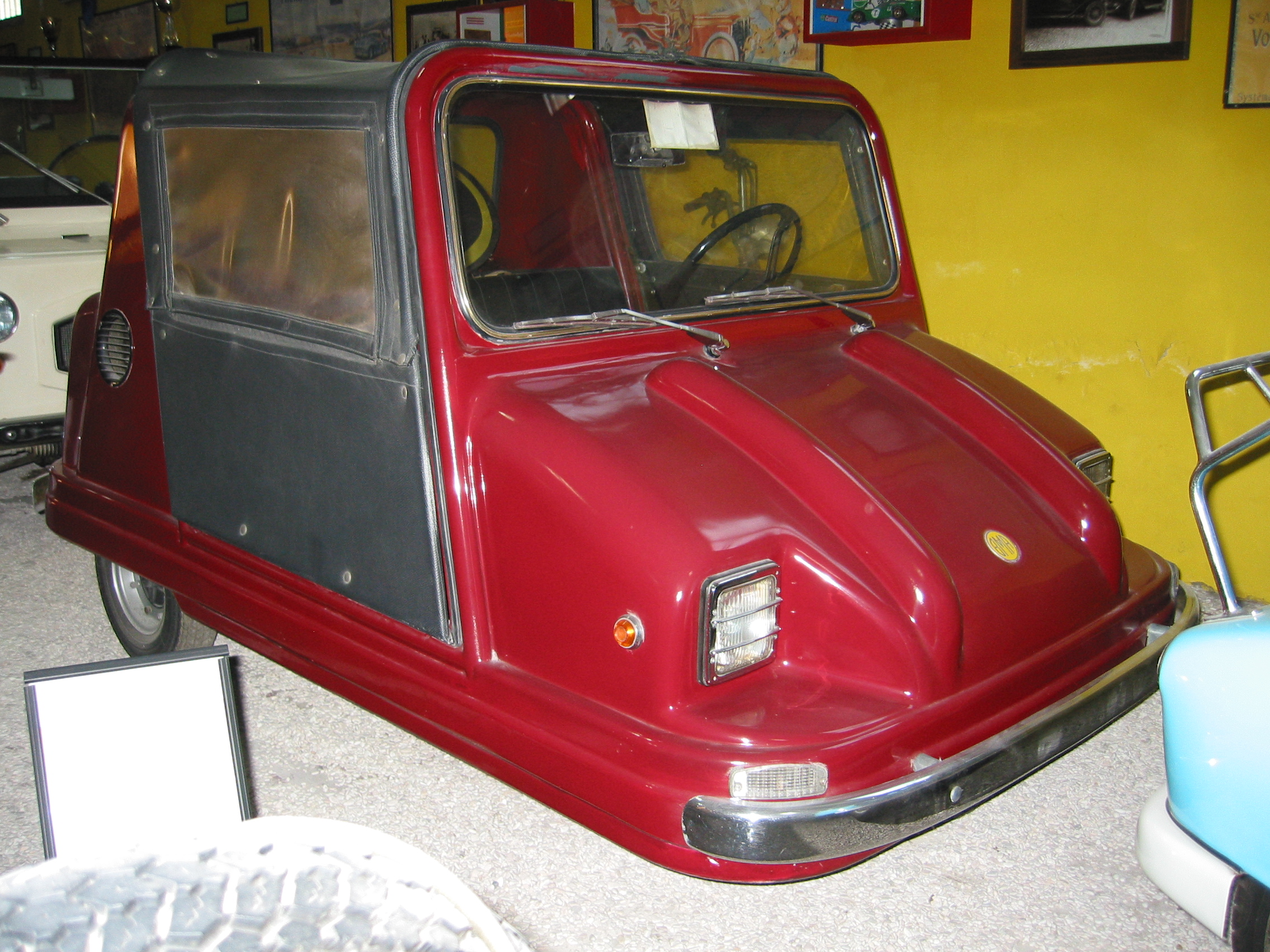
Bma Amica

Amica byla tříkolka pro dva cestující. Výroba začala ihned po založení automobilky. Postavena byla na robustní trubkový podvozek, na který bylo posazeno ABS tělo a dvě plátěné dveře otevírající se nahoru, tzv. motýl. Amica byla vybavena dvoutaktním motorem s obsahem 223 cm³. Rozměry vozidla byly přibližně 215 cm (d) x 140 cm (š). Hmotnost byla 285 kg.

### Brio

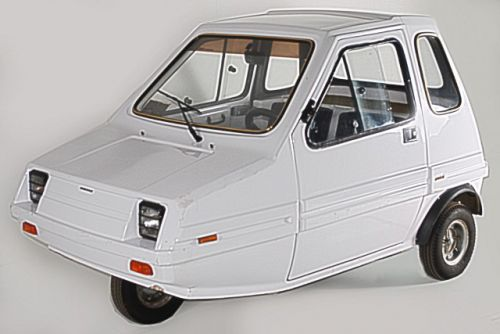
Bma Nuova Amica

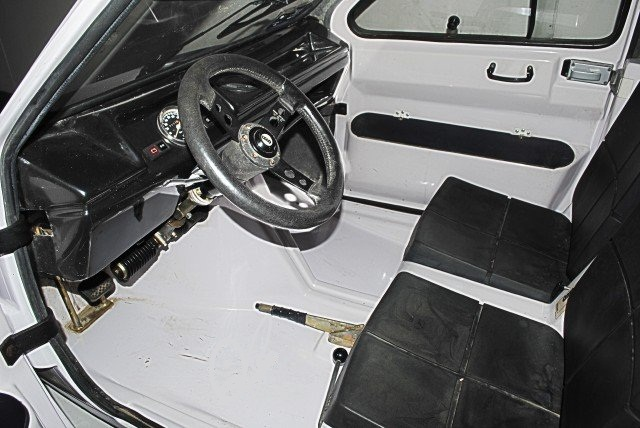
Interiér Bma Nuova Amica

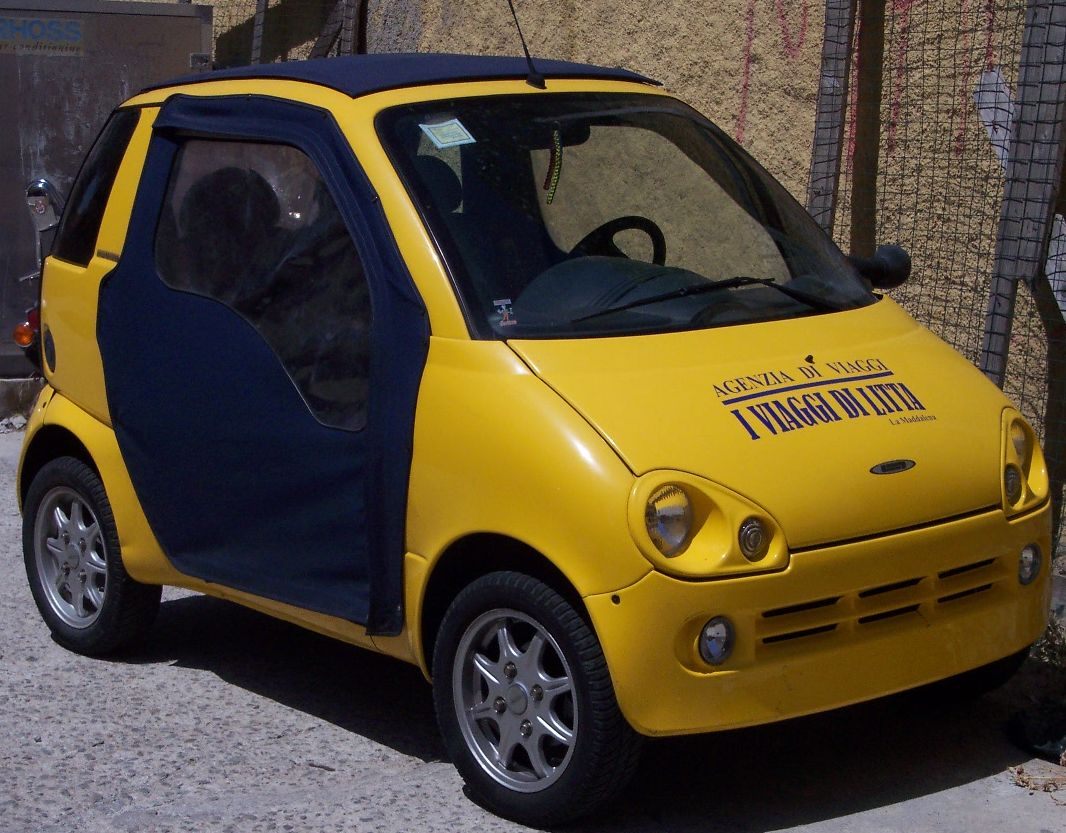
Mopedmobil Grecav Eke, jeden z mnoha modelů vyrobenou firmou Grecav, která pokračovala ve výrobě po BMA

Brio byla nejmenší tříkolka vyráběná společností BMA. Byla představena okolo roku 1978. Byla vybavena malým dvoutaktním motorem o obsahu pouhých 47 cm³ a místem pro jednu osobu. Vozidlu chyběl větrací systém, avšak byla zde možnost odebrání horní poloviny automobilu i s dveřmi.

### Nuova Amica
Toto vozidlo bylo uvedeno v roce 1980 a mělo nahradit zastaralé modely. Byl to poslední model vyroben společností BMA. Původně byl tříkolý, ale později se začal vyrábět i čtyřkolý s větším obsahem motoru, který byl čtyřtaktní dieselový. Tříkolá Nuova Amica byla nabízena s různými obsahy dvoutaktních motorů a to 50, 125 a 250 cm³. Existovala verze s manuální převodovkou i variátorem (pozdější modely).